# Mälivere
Mälivere – wieś w Estonii, prowincji Rapla, w gminie Kohila.
Znajduje się tu przystanek kolejowy Lohu, położony na linii Tallinn – Parnawa/Viljandi.